# Rolf Henry Kunz
Rolf Henry Kunz (* 2. Dezember 1939 in Johanngeorgenstadt; † 17. April 2017 in Frankfurt am Main) war ein deutscher Organist und Kapellmeister.

## Leben
Rolf Henry Kunz wurde als erster von drei Söhnen Sohn des Lederhandschuhmeisters Henry Kunz (1911–1995) und dessen Ehefrau Hilde im sächsischen Erzgebirge geboren und nahm zunächst eine Lehre als Handschuhmacher auf, die er mit der Gesellenprüfung auch beendete. Daneben erhielt er seine musikalische theoretische Ausbildung sowie Orgelunterricht beim Kreismusikdirektor Schwarze in der Kreisstadt Aue. Nach dem Sammeln erster praktischer Erfahrungen des Orgelspiels bei Gottesdiensten in Johanngeorgenstadt schloss sich das Studium der Kirchenmusik (A-Examen) in Halle an der Saale an. Über die Stationen als Konzertorganist und Chorleiter in Delitzsch (Bezirk Leipzig) und Aufenthalt am Hans-Otto-Theater in Potsdam konnte er schließlich in Leipzig – ohne Parteibuch – das Kapellmeisterstudium beginnen, welches er mit dem Staatsexamen abschloss. Beim 
Händel-Festspielorchester am Landestheater in Halle musizierte er als Solo-Cembalist.
1975 erhielt er mit seiner Familie die Erlaubnis zur Ausreise aus der DDR in die Bundesrepublik und kam so nach Frankfurt am Main. In der Gemeinde Maria – Hilf wurde er Kantor. Auch gründete und leitete er dort das Kammerorchester „Florilegium Musicum“.
1992 wurde er Organist in St. Josef und in der Justinuskirche in Frankfurt – Höchst. 1995 gründete er den „Orgelsommer“ und die „Höchster Orgelszene“. Den „Höchster Orgelsommer“ etablierte er als eine hochrangige Konzertreihe mit internationalen Künstlern, die er dreiundzwanzigmal organisierte und bis zu seinem Tod auch leitete. Darüber hinaus war er Dozent für Chorleitung, Musiktheorie und Orgel in Frankfurt am Main. Konzertant trat er in Deutschland und vielen europäischen Ländern an der Orgel auf.
Rolf Henry Kunz war verheiratet mit Ehefrau Barbara und hatte zwei Töchter und drei Enkel.